# Markus Söder
Markus Thomas Theodor Söder (Nürnberg, 1967. január 5. –) német politikus, 2018-tól Bajorország miniszterelnöke.

## Életpályája

### Kezdeti évek a bajor politikai életben
1994-ben a bajor tartományi gyűlés (Bayerischer Landtag) képviselője lett.
2002 és 2007 között a CSU főtitkára volt.
Főtitkárságát követően, miniszterelnökségét megelőzően, több mint 10 évig volt Bajorország minisztere, különböző tárcák élén.
Szövetség- és Európa-ügyi miniszter volt 2007 és 2008 között; majd környezetvédelmi és egészségügyi miniszter, 2008 és 2011 között.

### Bajorország pénzügyminisztere (2011–2018)
Horst Seehofer miniszterelnök tartományi kormányának pénzügyminisztereként Söder a tartomány egyik képviselője volt a Bundesratban is, ahol a pénzügyi bizottságban tevékenykedett.
2012-ben Söder és Horst Seehofer miniszterelnök pert indított a szövetségi alkotmánybíróságon, kérve a bírákat, hogy támogassák a németországi pénzügyi juttatások rendszerének felülvizsgálatára irányuló beadványukat, amely a gazdagabb tartományoktól (mint például Bajorország) az ország gyengébb gazdaságú országaiba irányuló pénzügyi juttatások rendszerét érintette.
Hivatali ideje alatt Södert bízták meg a bajba jutott BayernLB államilag támogatott hitelintézet szerkezetátalakítási folyamatának felügyeletével, hogy az Európai Bizottságtól jóváhagyást kapjon egy segélycsomagra. 2014-ben arra ösztönözte a BayernLB-t, hogy adja el magyarországi MKB-egységét Magyarország kormányának, véget vetve ezzel egy elhibázott befektetésnek, amely összesen 2 milliárd euróba került és 7 milliárd eurós veszteséget okozott 20 év alatt. 2015-ben Söder és osztrák kollégája, Hans Jörg Schelling ideiglenes egyezségben állapodott meg, amely rendezte a két kormánynak a karintiai Hypo Alpe-Adria-Bank International regionális bank összeomlásából eredő jogi vitáit. Az egyezmény értelmében Ausztria 1,23 milliárd eurót fizetett Bajorországnak. A jogvitával kapcsolatos összes jogi ügyet is lezárták.
Söder kezdeményezésére Bajorország lett az első német tartományi kormány a Volkswagen hazájában, amely a 2015-ben kirobbant emissziós botrányt követően jogi lépéseket tett egy német autógyártó ellen a károsanyag-kibocsátási tesztek dízelbotránya miatt okozott károkért. Söder azzal érvelt, hogy az állam köztisztviselői nyugdíjalapja az emissziós botrány következtében 700 000 eurót veszített az értékéből.
Amikor Seehofer nyomás alá került, miután a CSU súlyos veszteségeket szenvedett a 2017-es országos választásokon, úgy döntött, hogy ugyan pártelnök marad, de beleegyezik abba, hogy átadja Bajorország vezetését Södernek. Ekkor ez lett a Söder és Seehofer között régóta tartó "belső viszály" kompromisszumos megoldása.
2019 januárjában a CSU küldöttei a pártkongresszuson 87,4 százalékos többséggel választották Södert Seehofer helyére a párt élére is. Seehofer egyetlen jelöltként indult az elnökségért.

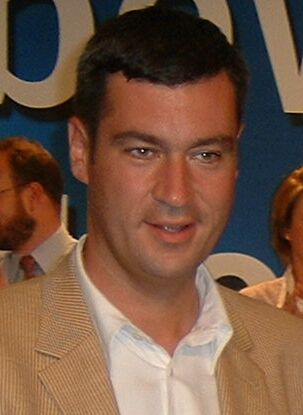
Markus Söder 2003-ban

### Bajorország miniszterelnöke (2018–tól )
A 2018-as bajorországi tartományi választásokat követően, 2018 márciusában, a törvényhozók megválasztották Södert Bajorország új miniszterelnökévé Horst Seehofer helyére, aki Angela Merkel kancellár új kabinetjében szövetségi belügyminiszter lett. A 169 tartományi képviselőtől 99 szavazatot kapott, 64-en ellene szavaztak – ez jobb eredmény, mint amilyen Seehoferé volt, amikor 2013-ban megkezdte utolsó ciklusát.
2018 októberében, a következő bajor tartományi választás  a CSU, és csúcsjelöltje, Markus Söder számára, 1950 óta a legrosszabb eredményt hozta a szavazatok 37 százalékával, ami több mint tíz százalékpontos visszaesést jelentett Seehofer utolsó, 2013-as eredményéhez képest. Ennek következtében Södernek koalíciós kormányt kellett alakítania a Szabadválasztók Bajorországi Szövetségével, mint koalíciós partnerrel.

### Kancellárjelöltségi kérdés (2021-es és 2025-ös választás)
A politikai megfigyelők a koronavírus-járvány kezdete és Angela Merkel kancellár visszavonulásának bejelentése után mint potenciális kancellárjelöltre tekintettek Söderre és meglátásuk realitását erősítették a 2020 júliusi közvélemény-kutatások is. A CDU/CSU pártszövetség történetében kétszer fordult elő, hogy a kisebbik párt, a CSU adta a közös kancellárjelöltet. A kísérlet sem Franz Josef Strauss (1980), sem Edmund Stoibert (2002) esetében nem járt sikerrel. 2021-ben Söder esélyeit tovább javította, hogy az év elején megtartott CDU elnökválasztás során Armin Laschet igen kiélezett versenyben tudta csak megelőzni Friedrich Merzet, ami megmutatta, hogy az új CDU pártelnök mögött nagyon erős a párton belüli megosztottság. Södert a választók 55 százaléka, míg a CDU/CSU szimpatizánsok 80 százaléka tartotta jó kancellárjelöltnek, míg Laschetről mindössze 27, illetve 32 százalék vélte ezt a közvetlenül a CDU pártkongresszus előtt végzett közvélemény-kutatások eredménye szerint. Söder kivárásra kezdett játszani, 2021. április 19. volt az a dátum, amikor már nem lehetett továbbhúzni az időt. Ekkor, müncheni sajtótájékoztatóján bejelentette, hogy a szeptemberi országos választás hajrájához közeledve meg kell végre nevezni a két párt közös kancellárjelöltjét. Ennek érdekében a CDU, a "nagynővér", aznap kezdődő elnökségi ülésének döntését mind ő, mind pártja, a CSU, magára nézvést kötelezően el fogja fogadni. Ezt követően a CDU vezetőségének berlini, éjszakába nyúló ülését követően jelentették be, hogy a titkos szavazás eredménye szerint az ülésen résztvevők 77,5 százaléka Laschetet támogatta, míg Södert mindössze 22,5 százalékuk. Így végérvényessé vált, hogy a 2021 szeptemberében, a pártszövetség élén, a CSU képviseletében is, Armin Laschet áll majd csatasorba a kancellárság elnyeréséért.
A 2025-ös szövetségi választás CDU/CSU kancellárjelöltségével kapcsolatban már 2024 szeptemberében határoztak. Merz két megmaradt potenciális kihívója, Söder és Hendrik Wüst (CDU) is úgy döntött, hogy a jelöltségért végül nem indul ellene. Mindketten bejelentették, a továbbiakban Merzet támogatják. Söder hozzátette: „Merz meg fogja csinálni, ígéretet tettem, hogy 2021 nem fog megismétlődni”.

## Egyéb tevékenységek

### Vállalati vezető testületek

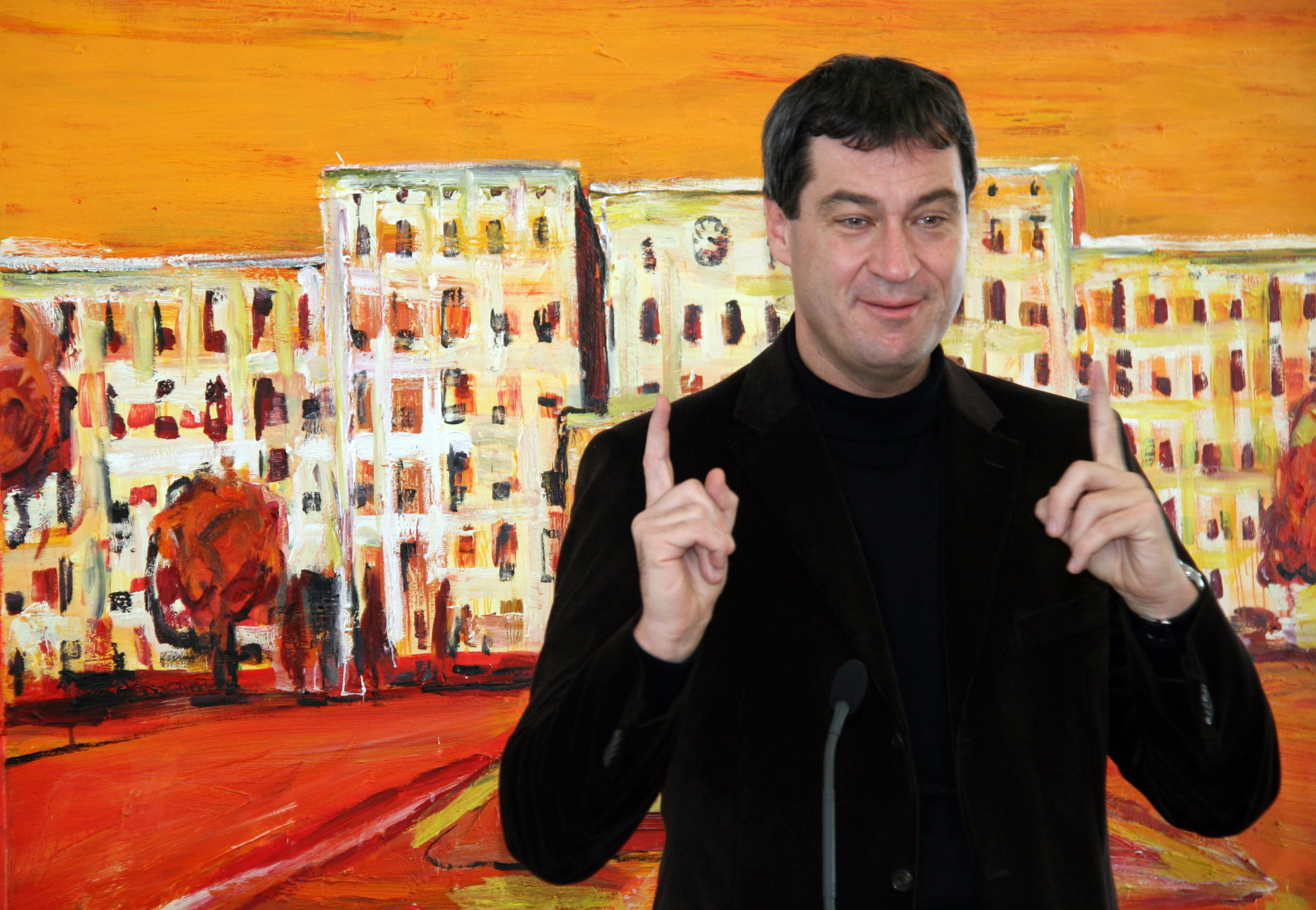
Ünnepélyes alapkőletétel 2010-ben

- Ünnepélyes alapkőletétel 2010-benMunich Airport, hivatalból a felügyelőbizottság elnöke
- Nuremberg Airport, hivatalból a felügyelőbizottság tagja, a felügyelőbizottság elnöke (2017 óta)
- KfW, hivatalból a felügyelőbizottság tagja (2011-2016)
- BayernLB, hivatalból a felügyelőbizottság elnöke (2011-2012)
- ZDF, hivatalból a televíziós tanács tagja (2002-2008, 2013-2016)

### Nonprofit szervezetek
- Bavarian Research Foundation, hivatalból a kuratórium tagja
- Deutsches Museum, a kuratórium tagja
- Erlangen-Nürnbergi Egyetem (Friedrich-Alexander-Universität Erlangen-Nürnberg, FAU),  a kuratórium tagja
- Nürnberg Városi Színház (Staatstheater Nürnberg), a kuratórium tagja
- Ifo Institute for Economic Research, a kuratórium tagja
- 1. FC Nürnberg, a felügyelőbizottság tagja (2007-2011), a tanácsadó testület tagja (2011 óta)
- Müncheni Nemzetközi Filmfesztivál (Filmfest München) felügyelőbizottságának tagja (2011-2014, hivatalból)

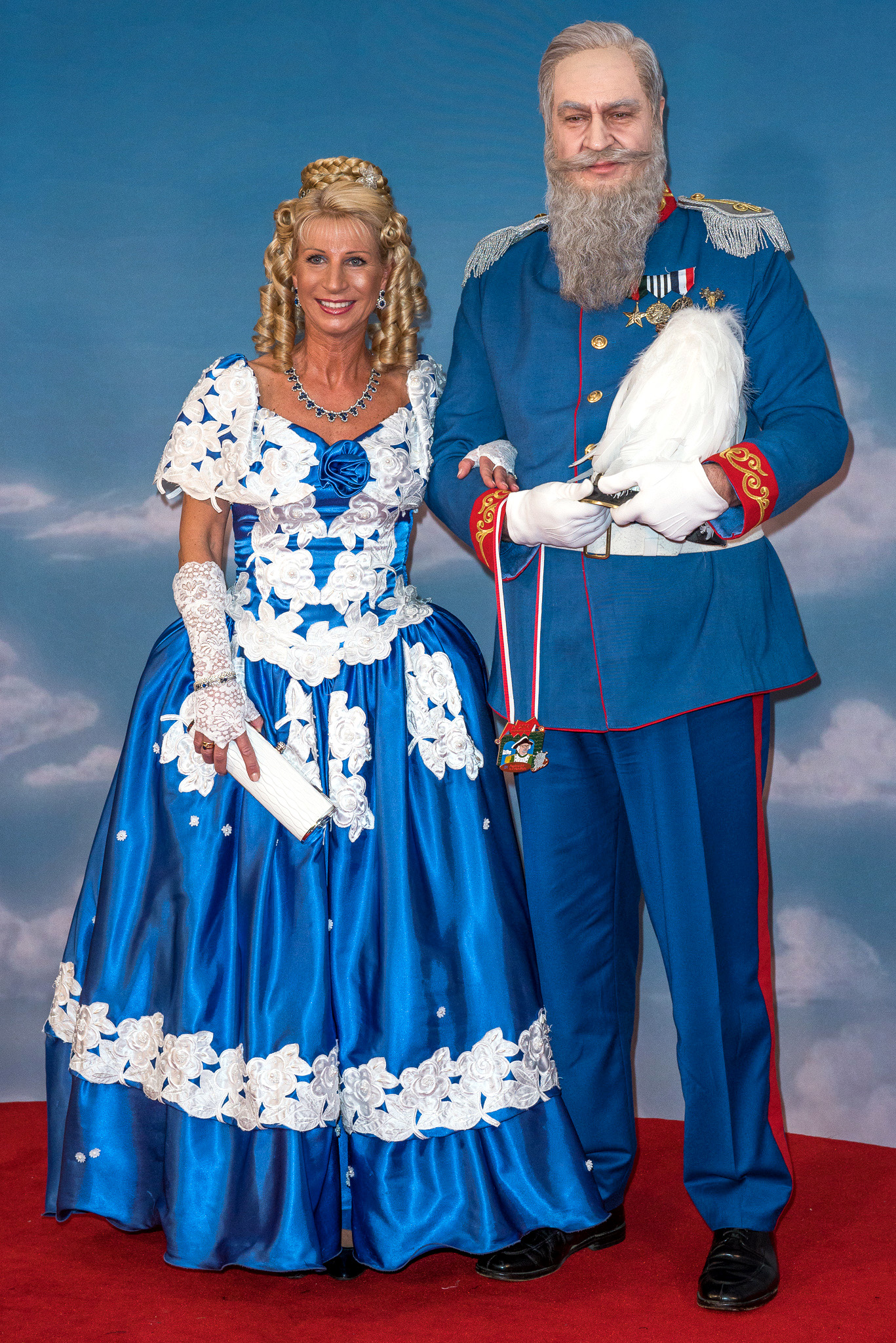
Söder és felesége, Karin a 2018-as Fastnacht alatt; Söder Luitpoldnak, Bajorország régens hercegének öltözött, és a Bajor Királyság tábornoki egyenruháját viseli.

## Családja
1999 óta él házasságban Karin Baumüllerrel; aki a nürnbergi székhelyű Baumüller Group, az elektromos automatizálási és hajtásrendszerek vezető gyártójának egyik tulajdonosa. A házaspárnak három gyermeke van. Södernek ezen kívül van egy lánya egy korábbi kapcsolatából.
Söder a Német Evangélikus Egyház tagja, és magát "hívőnek" nevezi. A farsangi szezonban extravagáns öltözékéről is nevezetes, többek között Shrek és Marilyn Monroe kosztümben s szerepelt már.

## Írások
- Von altdeutschen Rechtstraditionen zu einem modernen Gemeindeedikt. Die Entwicklung der Kommunalgesetzgebung im rechtsrheinischen Bayern zwischen 1802 und 1818. Dissertation. Erlangen/Nürnberg 1998, 953021262 dokumentumai a Német Nemzeti Könyvtár (DNB) állományában
- Mit Helge C. Brixner (Hrsg.): Start in die Zukunft. Das Future-Board. Akademie für Politik und Zeitgeschehen, München 1998, ISBN 3-88795-145-X
- Mit Peter Stein (Hrsg.): Moral im Kontext unternehmerischen Denkens und Handelns. Akademie für Politik und Zeitgeschehen, München 2003, ISBN 3-88795-262-6(PDF; 315 KB)